# Trenzano
Trenzano (Trensà in dialetto bresciano), noto fino al XI secolo con il toponimo di Terrenziano, è un comune italiano di 5 538 abitanti della Bassa Bresciana in provincia di Brescia, in Lombardia.
Trenzano è un comune autonomo dal 1392.
La frazione più importante è Cossirano, che fu comune autonomo fino al 1928, ed è situata a ovest dell'abitato.

## Geografia fisica
Trenzano sorge tra l'alta e la bassa pianura Padana, a un'altezza media di 108 m sul livello del mare. L'abitato principale, che sorge a circa 10 km dal Monte Orfano e a circa 21 km da Brescia, si estende sulla linea dei fontanili. I corsi d'acqua più vicini sono i fiumi Oglio e Mella, mentre l'estremità meridionale del Lago d'Iseo è distante circa 22 km.
Durante la fase di bonifica del territorio, le acque malsane, che ristagnavano in questa zona, furono incanalate creando una depressione poco profonda, che parte dalla località Convento e arriva fino a località Bave, della quale Trenzano è il punto più basso.

### Idrografia
Le acque sotterranee del paese provengono da due falde: la freatica e l'artesiana, di cui la prima è la più superficiale; tali acque, su tutto il territorio comunale, sono spinte verso l'alto dal terreno argilloso. Questo fenomeno, fino al Medioevo, rese l'intera zona inabitabile, perché paludosa. Tuttavia, in epoca medievale, i frati cappuccini praticarono delle ingenti opere di bonifica del territorio, rendendo coltivabile la zona. Di conseguenza, a Trenzano, nascono numerosi canali artificiali, utilizzati per l'irrigazione dei campi:
- Vaso Fiume di Trenzano
- Ognata
- Vaso Barbaresca
- Vaso Ariazzolo, nelle località Bave e Dossi

#### Irrigazione e utilizzo dell'acqua
La parte settentrionale del territorio è solcata, in aggiunta ai sopra citati canali, anche da altre rogge, quali la Trenzana, il Bagnoncello e la Roggia Castellana, che irrigano, oltre a Trenzano, anche i campi dei comuni posti a nord della fascia dei fontanili come Chiari, Berlingo e Castrezzato.
Nella parte meridionale del territorio, cioè a sud della SP 20, riaffiora invece in superficie l'acqua gelida delle montagne, sotto forma di preziose risorgive, frutto anch'esse della bonifica medievale della zona. Le acque che sgorgano dalle polle si raccordano poi in fiumi e canali che irrigano, oltre al territorio meridionale di Trenzano e Cossirano, anche tutti i paesi posti a sud del comune, spingendosi fino a Barbariga, Borgo San Giacomo e Villachiara.

### Clima
| Brescia Ghedi (1971-2000)  | Mesi | Mesi | Mesi | Mesi | Mesi | Mesi | Mesi | Mesi | Mesi | Mesi  | Mesi | Mesi | Stagioni | Stagioni | Stagioni | Stagioni | Anno  |
| Brescia Ghedi (1971-2000)  | Gen  | Feb  | Mar  | Apr  | Mag  | Giu  | Lug  | Ago  | Set  | Ott   | Nov  | Dic  | Inv      | Pri      | Est      | Aut      | Anno  |
| -------------------------- | ---- | ---- | ---- | ---- | ---- | ---- | ---- | ---- | ---- | ----- | ---- | ---- | -------- | -------- | -------- | -------- | ----- |
| T. max. media (°C)         | 5,4  | 8,5  | 13,6 | 17,2 | 22,5 | 26,4 | 29,1 | 28,5 | 24,3 | 18,0  | 10,4 | 5,8  | 6,6      | 17,8     | 28,0     | 17,6     | 17,5  |
| T. min. media (°C)         | −2,0 | −1,0 | 2,8  | 6,6  | 11,6 | 15,4 | 17,9 | 17,5 | 13,6 | 8,6   | 2,8  | −1,0 | −1,3     | 7,0      | 16,9     | 8,3      | 7,7   |
| Precipitazioni (mm)        | 65,5 | 47,9 | 56,0 | 67,3 | 82,6 | 83,4 | 74,0 | 74,2 | 89,2 | 111,9 | 73,8 | 62,4 | 175,8    | 205,9    | 231,6    | 274,9    | 888,2 |
| Giorni di pioggia          | 7    | 5    | 6    | 9    | 10   | 8    | 6    | 6    | 6    | 8     | 7    | 6    | 18       | 25       | 20       | 21       | 84    |
| Giorni di nebbia           | 21   | 12   | 5    | 2    | 1    | 0    | 0    | 0    | 2    | 9     | 17   | 19   | 52       | 8        | 0        | 28       | 88    |
| Umidità relativa media (%) | 84   | 78   | 71   | 72   | 70   | 69   | 69   | 70   | 72   | 78    | 83   | 85   | 82,3     | 71       | 69,3     | 77,7     | 75,1  |

Il clima di Trenzano è tipico della pianura padana: l'estate è calda, afosa e con un alto tasso di umidità, mentre l'inverno è freddo e prevalentemente nebbioso, con nevicate e acquazzoni, concentrati principalmente nei mesi di dicembre e gennaio.

## Origini del nome
Nel volume Storia arte religione a Trenzano tra il XVI e il XVIII secolo don Antonio Fappani descrive il comune di Trenzano come un territorio ricco di risorgive e corsi d'acqua; la loro presenza caratterizzava la zona tanto che, secondo alcuni storici tra cui don Pietro Pelati, il nome Trenzano deriverebbe dal gallico Terrae - enz ("presso l'acqua").
Secondo Elia Capriolo, l'etimologia del nome Trenzano sarebbe invece da ricercare nella presunta derivazione latina Terentianus, (letteralmente "terenziano") della gens Terentia, nome della famiglia che qui aveva il proprio fundus, grazie a quella centuriazione, molto forte e tuttora visibile con una rapida veduta dall’alto, tipica di queste zone di pianura. A dare credibilità a questa seconda ipotesi contribuiscono due fattori: innanzitutto il fatto che diversi paesi limitrofi presentano lo stesso suffisso -anus associato a nomi di altre gens romane; inoltre, è ben noto che fino al XI secolo il toponimo del paese era proprio Terrenziano (chiara italianizzazione di Terentianus), e solo successivamente venne modificato in Trenzano.

## Storia
A testimoniare la presenza di abitanti nel territorio già in epoca romana vi sono diversi reperti di quest'epoca, quali alcune tombe romane e i resti di una domus, rinvenuti nel 1939 nei pressi della cascina Santo Stefano, collocata nell'attuale località Pieve; altre tombe di epoca tardo romana sono state individuate ai confini tra i territori di Castrezzato e Trenzano. I resti della domus, costituiti principalmente da porzioni di colonne e affreschi, sono attualmente custoditi nel museo di Santa Giulia a Brescia.
Il primo nucleo abitativo di Trenzano sorgeva nella località Pieve, a nord dell'abitato attuale, e si sviluppava attorno alla Basilica Alba.
Nell'XI secolo, a sud della Pieve, nei pressi di una cappella dedicata a san Giorgio, fu eretto un castello, su ordine della potente famiglia Ducco, feudataria del paese.
Nel periodo medioevale, furono intraprese numerose opere di bonifica per merito dei Ducco, insieme ad altre famiglie e i frati benedettini, per garantire lo sviluppo del territorio. Queste opere di bonifica prevedevano l'incanalatura delle paludi e delle sorgenti in rogge, una delle quali fu battezzata roggia Trenzana.
I frati benedettini da Corzano si trasferirono a Convento istituendo un monastero e una chiesa dedicata a san Michele.
La data di fondazione del comune di Trenzano risale al 1392. Il vero e proprio centro storico di Trenzano sorse dopo la pieve. Si sviluppava a sud della strada Rudiana con forma trapezoidale.
Ogni casa era fronteggiata da un fontanile dal quale si prendeva acqua e si lavavano i panni. A ovest dell'abitato si ergeva il castello e la chiesa parrocchiale.
Dopo avere visto passare numerosi eserciti Trenzano rifiorì come centro commerciale e agricolo grazie alle nobili famiglie dei Ducco, dei Corradelli, dei Federici, dei Castelli e dei Martinengo.
Secondo quanto riportato dal podestà Giovanni Da Lezze nel suo Catastico bresciano, all'inizio del Seicento, il comune era abitato da circa ottocento persone. Il paese fu in seguito colpito dalla peste del 1630 e dalle devastazioni della prima fase della guerra di successione spagnola (1701-1707).
Sul territorio comunale ci sono tre cascine che prendono i nomi dell'oriente, questo perché Trenzano fino a metà 1800 aveva cascine private dove si coltivavano i bachi da seta provenienti da Cina e Giappone.
Il 12 novembre 1856 a Trenzano precipitò un meteorite, che gli scienziati battezzarono con il nome di Trenzano, chiaramente ispirandosi al fatto che il punto di contatto dei frammenti del bolide con il suolo terrestre avvenne proprio nelle terre che circondano questo comune.

### Famiglie nobili di Trenzano
Agli inizi del medioevo si affermarono le famiglie aristocratiche originarie del luogo dei Ducco, in qualità di feudatari del paese stesso, dei Corradelli, appartenenti al medesimo ceppo famigliare Ducco, e dei Fisogni.
Un tempo questi tre casati formavano un'unica famiglia nobiliare portando il nome di De Trenzani.  Quest'ultima vantava origini assai antiche in quanto risalente all’età imperiale.
Anche altre nobili famiglie ruotarono intorno ai territori limitrofi a Trenzano come i Calini, i Martinengo, i Federici, i Castelli e i Venturi.

### Simboli

#### Stemma in uso fino al 2017
Lo stemma risaliva all'epoca napoleonica ed è presente sull'ostensione della chiesa parrocchiale dal 1700.
Al centro era rappresentato un pioppo cipressino su un prato verde.
Un secondo modello era usato nei timbri comunali, con scudo ovale.
Il gonfalone era costituito da un drappo di giallo, caricato dello stemma comunale.

#### Stemma in uso dal 2017

Stemma rinnovato

Nel 2013 venne affidato a un ufficio araldico il compito di ricercare l'antico simbolo di Cossirano per un nuovo stemma comunale comprendenti le insegne di Trenzano e Cossirano.
Il nuovo stemma comunale è stato concesso con decreto del presidente della Repubblica del 3 maggio 2016. Tale simbolo è il coronamento dell'unione tra i centri abitati di Cossirano e Trenzano.
Gonfalone
Il nuovo gonfalone è un drappo partito di bianco e di azzurro
Bandiera comunale
La bandiera è troncata di azzurro e bianco, caricata dello stemma comunale.

## Monumenti e luoghi di interesse

### Villa comunale
Eretta verso la metà del XIX secolo, è un imponente edificio collocato sulla strada che prende il nome di Vittorio Emanuele II. Presenta un grande piazzale frontale adibito a parcheggio. Su quest'ultimo si affacciano due balconi, il primo è quello meno recente, è collocato al centro della facciata e a esso sono issate la bandiera comunale, quella regionale e il Tricolore; il secondo è stato invece costruito attorno alla metà del XX secolo, durante il periodo fascista.
Nell'edificio trovano sede, oltre al comune, anche la Protezione Civile di Trenzano e la Polizia Locale.

### La chiesa parrocchiale di Santa Maria Assunta
L'attuale parrocchia è il frutto di un restauro, avvenuto tra il 1720 e il 1740, della precedente chiesa dedicata a San Giorgio. La chiesa, la cui pianta è a navata unica, è edificata nella località detta "Forca", nella zona sud di Trenzano, davanti alla cappella gentilizia Ducco.
Al suo interno si possono trovare opere di artisti bresciani e cremonesi, risalenti a diverse epoche storiche. È presente una statua in bronzo, che raffigura San Gottardo, regalata dall'amministrazione comunale alla parrocchia. Un'altra statua del santo, vestita con paramenti originali tempestati di pietre preziose, è custodita nella sagrestia della parrocchia, e viene portata per le vie del paese ogni anno, il 4 maggio, in occasione della processione dedicata al patrono.
Oltre all'altare principale, nella chiesa sono presenti altari secondari, reliquiari, paramenti sacri e candelabri in oro e argento, molti dei quali sono esposti solo in corrispondenza della festa patronale.

### La chiesa di San Michele arcangelo
Una chiesa di origine medioevale, a croce latina e navata unica, è dedicata a San Michele Arcangelo.
Sorge in località Convento, a 3 km da Trenzano e, durante le opere di bonifica avvenute in età medievale, fu abitata dai monaci benedettini, che vi istituirono un piccolo monastero, costruendo sul retro della chiesa alloggi e sale comuni.
Oggi l'edificio, non più adibito a monastero, è un grande cascinale privato.

### Cappella Gentilizia Ducco
Posta davanti al sagrato della parrocchia di Trenzano, fu edificata tra il 1580 e il 1672 e qui trovò sepoltura il giovane Adriano Ducco, morto probabilmente di peste nel 1587.
Nel 2000 la cappella è stata restaurata.

### La Torre Ducco
La nobile famiglia Ducco nel Cinquecento fece costruire a nord del paese una torre, la Torre Ducco, per sorvegliare un palazzo che la famiglia era solita abitare d'estate.
L'imponente edificio si sviluppa su quattro piani e al suo interno vi sono muri affrescati.
Sulla cima della torre, al centro di enormi travi, si trova un belvedere; questo un tempo serviva per comunicare con le torri Calini posta a est e la torre Porcellaga di Rovato posta a nord.

### Il castello
Il castello fu costruito dalla famiglia Ducco.
Al 2011, la struttura non è più esistente, rimane solo la torre con la colombara mentre il corpo del castello è stato abbattuto negli anni passati.
La decisione di costruire questo primo castello, risale all'XI secolo per contrastare i vari eserciti che passarono per Trenzano dal medioevo fino a metà quattrocento.
Trenzano vide passare sulle sue terre anche gli eserciti del Carmagnola, dei Milanesi e Veneziani che si scontrarono tra Maclodio e Trenzano nella famosa Battaglia di Maclodio.

### L'Auditorium "Tullio Padovani"
Il moderno auditorium intitolato a Tullio Padovani, cittadino trenzanese fortemente legato al corpo bandistico, trova spazio in Piazza della Libertà, accanto alla parrocchiale di Trenzano. Il complesso, costruito tra il 2000 e il 2007 e inaugurato nel 2009, è a piana rettangolare, presenta un palco e circa 140 posti a sedere disposti su due livelli.
L'auditorium, oltre a ospitare le sedute del Consiglio comunale, è sede di diverse conferenze, spettacoli, concerti e mostre. È impiegato anche dal centenario Corpo Bandistico "Giuseppe Verdi" di Trenzano per i concerti in programma durante le ricorrenze più significative dell'anno.

### Piazza della Libertà
È situata tra via Roma, via Fiume e via Vittorio Emanuele II. Vi si affacciano l'auditorium "Tullio Padovani" e la chiesa parrocchiale.

### Il complesso Parrocchiale
Situato in via Castello, è un complesso di grandi dimensioni, presenta edifici storici annessi alla chiesa, come la sacrestia, la casa del parroco, le cripte ed edifici più recenti, da una sala polivalente, dalle cucine, alla "rotonda", la ludoteca, gli spogliatoi, il bar e numerose aule per il catechismo. Numerose sono le attività oratoriane che vengono proposte durante l'anno.

### Pieve
È una località posta a 2 km da Trenzano e 1 km da Convento.
La Pieve fu il primo centro abitato della zona dove furono trovati resti romani e dove trovò spazio la Basilica Alba, la basilica più antica della Bassa dedicata alla Madonna assunta. Dopo essere caduta in rovina fu abbattuta e i resti furono usati per costruire la chiesa del convento.

### Piazza del Volontario
Già piazza del Mercato, è situata a est dell'abitato, dietro il Municipio, ed è sede di numerose associazioni del paese, come la banda "Giuseppe Verdi", l'associazione "Volontari Ambulanza di Trenzano", il gruppo comunale degli Alpini, il distaccamento della clinica San Lorenzo, con sede a Ghedi, e la Fondazione Onlus "Trenzano Insieme" che gestisce il centro diurno per anziani.
In Piazza del Volontario ha sede anche la Biblioteca civica "Oriana Fallaci" di Trenzano. La Biblioteca di Trenzano aderisce al Sistema Bibliotecario SudOvest, a sua volta parte della Rete Bibliotecaria Bresciana.

### Piazza IV Novembre
Situata sulla strada provinciale 20, vi si affacciano l'asilo, le scuole elementari di Trenzano e i monumenti dei Caduti, dell'AVIS e quello dedicato agli Alpini.

### Piazzale Marconi
Il piazzale si trova davanti al Centro Sportivo Comunale ed è visibile dalla SP 20. Qui ha sede la Polisportiva Trenzanese e l'associazione Ars et Cultura. Dal 2009 nella piazza, ogni mercoledì mattina c'è il mercato.
Nel 2011, nella zona verde antistante il piazzale, è stato realizzato un monumento dedicato alle vittime della strada, il primo nel suo genere in Provincia di Brescia.

## Società

### Evoluzione demografica
Abitanti censiti

### Lingue e dialetti
Nel dialetto locale Trenzano è chiamato Trensà. I nomi di alcune frazioni sono Cusirà, Piét, Convènt, Bàe, Bargnàna, Tèse.
Il dialetto parlato a Trenzano e Cossirano è prevalentemente il dialetto bresciano.

## Accordi e gemellaggi
La Parrocchia di Trenzano ha stipulato un accordo con la Parrocchia di Parzanica, che prevede l'impegno, da parte della parrocchia bresciana, a rinnovare il vecchio asilo del comune bergamasco, a patto che lo stesso venga concesso ai trenzanesi in comodato d'uso gratuito fino al 2025, affinché esso venga utilizzato a fini pastorali e non a scopo di lucro.
In tempi recenti è nato un nuovo gemellaggio religioso tra Trenzano e Loreglia, comune Piemontese che condivide la devozione di San Gottardo.

## Cultura

### Letteratura
Una libera ricostruzione di Trenzano è presente nel romanzo Trenzano. Il bolide che cambiò il futuro di Amos Cartabia. Il libro, ascrivibile alla categoria del romanzo fantascientifico/distopico, narra le vicende degli abitanti di Trenzano dopo che il meteorite li ha catapultati in una sorta di "Nuovo Medioevo", in cui è loro precluso l'accesso alla tecnologia e agli agi tipici della modernità.

### Istruzione
La prima scuola di Trenzano, sorse nel 1718, grazie a Don Giovanni Battista Inverardi, che nel suo testamento richiese la presenza fissa di un maestro per educare i giovani trenzanesi.
Attualmente a Trenzano ha sede l'Istituto Comprensivo "Oscar Di Prata". Sul territorio sono presenti vari edifici a scopo educativo:
- Fondazione Scuola dell'Infanzia di Trenzano, piazza IV Novembre;
- Fondazione Scuola dell'Infanzia "Conte Luigi Martinengo", via San Valentino in Cossirano;
- Scuola di I grado a Cossirano (Istituto Comprensivo "Oscar Di Prata"), via San Valentino;
- Scuola di I grado a Trenzano (Istituto Comprensivo "Oscar Di Prata"), piazza IV Novembre;
- Scuola di II grado a Trenzano (Istituto Comprensivo "Oscar Di Prata"), via don G. Pietta;
- Biblioteca comunale "Oriana Fallaci", piazza del Volontario;
- Sala studio, piazza del Volontario.

### Cucina
Trenzano, essendo prevalentemente un paese contadino, conserva una tradizione culinaria caratterizzata da piatti caserecci, quali i casoncelli, la polenta, lo spiedo, lo stufato, le costine con le verza (molto simili alla Cassœula) e il salame.

### Eventi
Sono presenti alcune ricorrenze legate alla tradizione locale, quali:
- la Processione di San Gottardo che dal 1464[senza fonte] si svolge annualmente il 4 maggio;
- la Processione di Mezzanotte, che si tiene la notte precedente la festa del patrono, durante la quale le donne percorrono le vie del paese scalze;
- la Processione o "Scarpolada", che ha luogo nel mese di maggio, nella quale si porta la Madonnina dalla chiesa della località Convento fino alla parrocchiale di Trenzano;
- Festa quinquennale "I Festù", presso la frazione di Cossirano;
- Festa del Volontariato di Trenzano;
- Festa Patronale di San Valentino, presso la frazione di Cossirano.

### Palio dell'Oca
Fu introdotto negli anni ottanta dall'allora parroco di Trenzano.
L'evento si svolgeva in due settimane, nelle quali le contrade (Rossa, Gialla, Blu e Bianca) si sfidavano in gare varie, dal canto, alla staffetta. Ogni gioco portava dei punti alle varie contrade che nella domenica di conclusione dell'evento, eseguivano il vero palio dell'oca.
Il gioco consisteva nel fare percorrere su un tratto di via Roma, un'oca guidandola con il bastone fino in fondo al tragitto.
Il palio fu poi abolito dopo che il parroco cambiò parrocchia.
Dal 2008 il nuovo parroco ha riproposto l'evento e per due anni è stato eseguito con regolarità.

## Geografia antropica

### Suddivisioni amministrative
Lo statuto comunale non prevede alcuna suddivisione frazionaria. Oltre a Cossirano, che è stato comune autonomo fino al 1928, nel territorio comunale sono presenti le seguenti località:
- Bargnana;
- Bave;
- Bettolino di Trenzano;
- Convento;
- Fornaci Vaso Conta;
- Pieve.

## Infrastrutture e trasporti

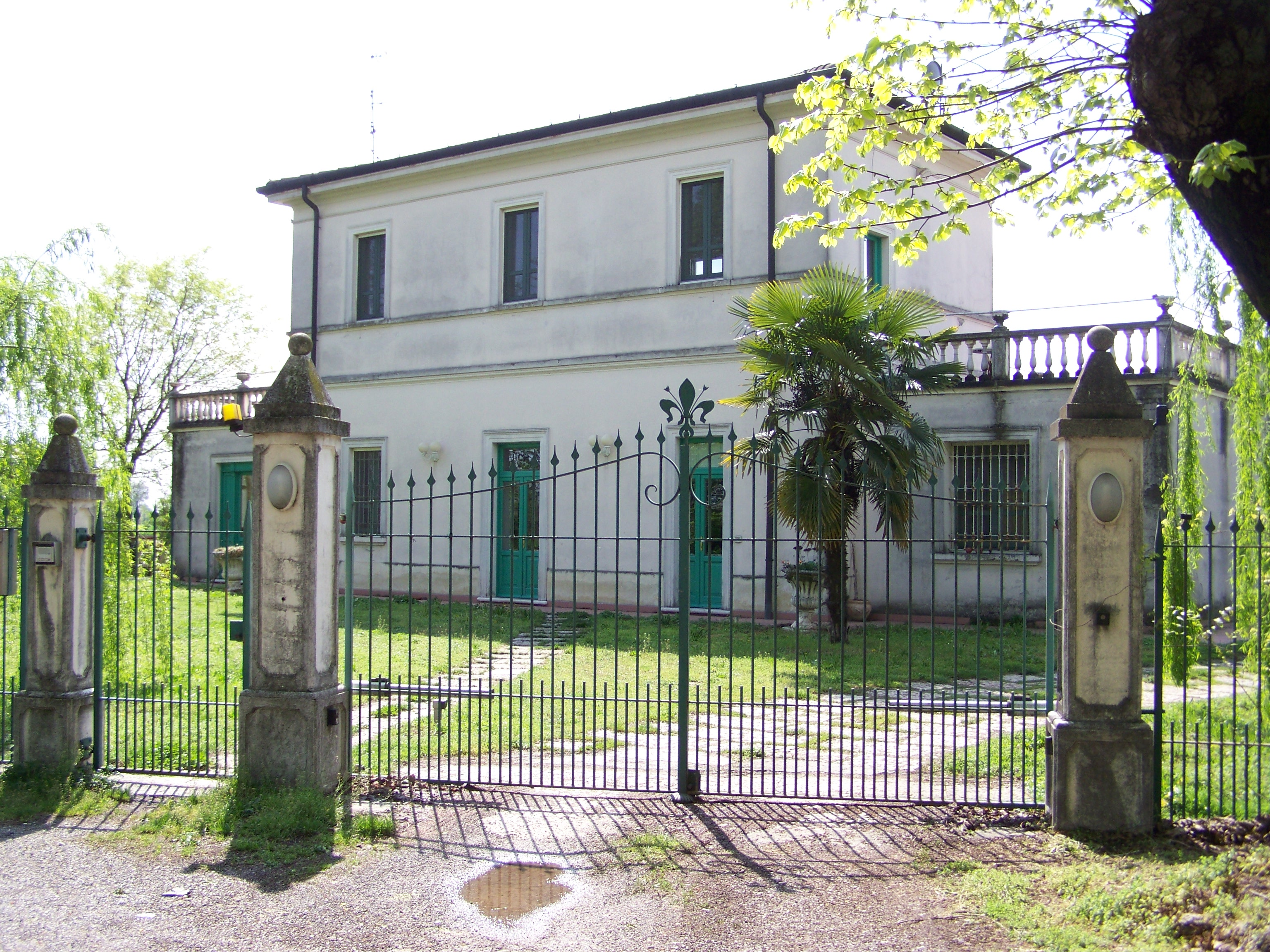
Il fabbricato viaggiatori della dismessa stazione di Trenzano-Cossirano

### Strade
L'abitato di Trenzano si trova sull'incrocio di due strade provinciali, la SP 20 che parte da Maclodio e giunge fino a Rudiano e la SP 16 Rovato-Longhena.
Sul territorio comunale passa anche l'ex Strada statale 235 di Orzinuovi, che collega Pavia a Brescia.

### Ferrovie
La stazione di Trenzano-Cossirano era posta lungo la ferrovia Cremona-Iseo, in concessione alla Società Nazionale Ferrovie e Tramvie, attivata per tratte a partire dal 1911 e soppressa nel 1956.

### Mobilità urbana
Trenzano è servito dalla linee del consorzio Trasporti Brescia Sud, gestito da SIA Autoservizi (ex Saia, fino a Maggio 2017).

## Amministrazione
| Periodo | Periodo   | Primo cittadino     | Partito                                                                           | Carica       | Note                 |
| ------- | --------- | ------------------- | --------------------------------------------------------------------------------- | ------------ | -------------------- |
| 1866    | 1879      | Cesare Remondini    |                                                                                   | Sindaco      |                      |
| 1879    | 1881      | Domenico Remondini  |                                                                                   | Sindaco      |                      |
| 1881    | 1884      | Giachino Bettalli   |                                                                                   | Sindaco      |                      |
| 1884    | 1887      | Giovanni M. Rivetti |                                                                                   | Sindaco      |                      |
| 1888    | 1891      | Ottavio Almici      |                                                                                   | Sindaco      |                      |
| 1892    | 1919      | Giovanni Remondina  |                                                                                   | Sindaco      |                      |
| 1920    | 1941      | Giuseppe Falconi    | PNF                                                                               | Podestà      |                      |
| 1941    | 1942      | Ermete Dognini      | PNF                                                                               | Podestà      |                      |
| 1942    | 1945      | Antonio Toninelli   | PFR                                                                               | Podestà      |                      |
| 1945    | 1945      | Emilio Bulgarini    | CLN                                                                               | Sindaco      |                      |
| 1945    | 1956      | Giovanni Morelli    | DC                                                                                | Sindaco      |                      |
| 1956    | 1975      | Ugo Falconi         | DC                                                                                | Sindaco      |                      |
| 1975    | 1985      | Ciro Mangiavini     | DC                                                                                | Sindaco      |                      |
| 1985    | 1990      | Carlo Bocchi        | DC                                                                                | Sindaco      |                      |
| 1990    | 1999      | Giancarlo Morghen   | PDS                                                                               | Sindaco      |                      |
| 1999    | 2004      | Vito Bracca         | lista civica                                                                      | Sindaco      |                      |
| 2004    | 2007      | Carlo Paderno       | lista civica di centro-sinistra                                                   | Sindaco      | [ 18 ]               |
| 2007    | 2008      | Ignazio Parolari    | lista civica di centrosinistra                                                    | Sindaco f.f. |                      |
| 2008    | 2018      | Andrea Bianchi      | Il Popolo della Libertà-Lega Nord poi lista civica di centro-destra poi CasaPound | Sindaco      | [ 19 ] [ 20 ] [ 21 ] |
| 2018    | in carica | Italo Spalenza      | lista civica                                                                      | Sindaco      |                      |

## Sport
In paese si trova un grande Centro Sportivo Comunale, con campi da calcio (sintetico, erba e sabbia), da tennis, bocciodromo, palestra, parchetto, bar e ampio piazzale, dove il mercoledì si tiene il mercato. All'interno dell'edificio si trova anche la sede della Polisportiva Trenzanese, di cui fanno parte i seguenti gruppi sportivi:
- Scuola calcio Trenzano;
- Sci Club;
- Pattinaggio;
- Moto Club Amici di San Gottardo;
- Volley Trenzano;
- Bocciofila Trenzanese;
- Ginnastica dolce\artistica La libellula

La palestra del Centro Sportivo è stata inaugurata di recente (20 febbraio 2010) dopo che, la notte tra il 9 e il 10 ottobre 2009, un violento nubifragio ne aveva provocato l'allagamento, causando ingenti danni alla struttura e al parquet. Il progetto di ristrutturazione prevedeva sia il rifacimento del parquet e la realizzazione di un impianto di riscaldamento a pavimento sia la completa tinteggiatura della palestra stessa.
Oggi, oltre a essere sede di numerose manifestazioni e gare (anche a livello nazionale) di diverse discipline, la palestra ospita le partite casalinghe del Trenzano Basket, squadra di pallacanestro locale che milita nel campionato di Serie D regionale.
A Trenzano si trovano anche altri gruppi sportivi, quali l'Historical Moto Club San Gottardo, il Gruppo Majorettes Stelle Granata e il gruppo di karate Fudoki-Karate Do. Nel nuovo millennio, particolare lustro alla comunità è stato fornito dai risultati sportivi ottenuti della ginnasta Lia Parolari, medaglia d'oro nel concorso a squadre ai Campionati Europei di Volo nel 2006, e finalista, insieme a Vanessa Ferrari e sempre nel concorso a squadre, ai giochi olimpici di Pechino 2008). Ottimi risultati, a livello nazionale, sono stai raggiunti anche dal Gruppo Majorettes Stelle Granata che può vantare una partecipazione ai campionati europei del 2011 e la vittoria della medaglia d'oro, nello stesso anno, ai campionati nazionali di twirling, sia nella categoria minor che in quella senior.
Infine, sul territorio comunale, in località Pieve, si trova un quagliodromo, mentre in prossimità della località Bettolino è presente un campo di tiro a volo. L'Autodromo di Franciacorta, situato sul territorio di Castrezzato, si trova invece a circa 6 km.